# In My Lonely Room
"In My Lonely Room" is een single van de Amerikaanse meidengroep Martha & The Vandellas. Net als voorgangers, "Live Wire" en "Quicksand", werd ook "In My Lonely Room" niet uitgebracht op een regulier studioalbum van de groep. Daarentegen verschenen alle drie de nummers wel op "Greatest Hits", maar dit album werd meer dan twee jaar later uitgebracht dan dat de singles werden. Dat "In My Lonely Room" op dit album terechtkwam, had het te danken aan het feit dat het in het voorjaar van 1964 een hit werd. Het was echter wel, na "Live Wire", de tweede single op rij die niet in de top 40 terechtkwam. Het werd namelijk op de poplijst een #44 hit. Op de R&B-lijst werd het echter een heel grote hit, wat blijkt uit de #6 plaats die het daar op kreeg. Overigens werd toentertijd de R&B-lijst van Cashbox gebruikt en niet die van Billboard Magazine, omdat die er toen geen uitbracht.
De vijfde single op rij was "In My Lonely Room" die uitgebracht werd door Martha & The Vandellas en geschreven was het door het succesvolle songwriterstrio Holland-Dozier-Holland. De andere vier waren de eerdergenoemde voorgangers, "(Love Is Like A) Heatwave" en "Come And Get These Memories". Doordat al deze nummers hits werden hadden Martha & The Vandellas zich definitief gevestigd in de muziekwereld. Echter, doordat twee singles op rij niet de top 40 wisten te bereiken, kreeg na "In My Lonely Room" een andere groep songwriters de kans. Die, bestaande uit  Marvin Gaye, Williams Stevenson en Ivy Jo Hunter, zou met "Dancing in the Street" voor de grootste hit zorgen die de groep ooit zou hebben. Later zou Holland-Dozier-Holland weer hits als "Nowhere to Run", "I'm Ready for Love" en "Jimmy Mack" voor Martha & The Vandellas schrijven.
In tegenstelling tot "Quicksand" en "Live Wire" was de tekst noch de muzikale structuur van "In My Lonely Room" gebaseerd op die van "(Love Is Like A) Heatwave", tot dan toe de grootste hit voor Martha & The Vandellas. Het nummer in kwestie was een stuk langzamer. Daarnaast ging het juist niet over een liefde die haar naar hem toetrok, maar over een vriend die juist veel flirt met andere meisjes. De vertelster, leadzangeres Martha Reeves, trekt zich na dates dan ook terug in haar slaapkamer waar ze onopgemerkt verdriet kan hebben van dit gedrag.
"In My Lonely Room" werd, net als vele andere nummers van Martha & The Vandellas, gecoverd. Een van de andere versies dan het origineel werd in 1965 uitgebracht door The Action, een Engelse soul-popband. Deze versie van "In My Lonely Room" werd geproduceerd door George Martin, de man die ook weleens "De Vijfde Beatle" wordt genoemd.
De B-kant van "In My Lonely Room" was het nummer "A Tear for the Girl". Dit nummer werd door een derde van Holland-Dozier-Holland geschreven, namelijk alleen door Eddie Holland. Het nummer heeft een vergelijkbaar thema als de A-kant en verscheen ook niet op een regulier studioalbum.

## Bezetting
- Lead: Martha Reeves
- Achtergrond: Rosalind Ashford, Betty Kelly en The Andantes
- Instrumentatie: The Funk Brothers
  - Drums: Benny Benjamin
  - Vibrafoon: Jack Ashford
  - Tenor Saxofoon: Henry Cosby
  - Bas: James Jamerson
  - Gitaar: Robert White en Eddie Willis
  - Piano: Earl Van Dyke
- Schrijvers: Holland-Dozier-Holland
- Producers: Brian Holland & Lamont Dozier